# معاملة المثليين في ساحل العاج
يواجه الأشخاص من المثليين والمثليات ومزدوجي التوجه الجنسي والمتحولين جنسياً (اختصاراً: LGBT) في ساحل العاج تحديات قانونية واجتماعية لا يواجهها غيرهم من المغايرين جنسيا. يعتبر النشاط الجنسي بين الرجال وبين النساء قانونيا في ساحل العاج، ويواجه الأشخاص من مجتمع المثليين وصمة عار بين السكان. كما أن المنازل التي يعيش فيها الشركاء المثليون غير مؤهلة للحصول على نفس الحماية القانونية المتاحة للأزواج المغايرين، مع وجود عدة تقارير تتحدث عن مستوى عالي من التمييز والانتهاكات ضد مجتمع المثليين.

## قانونية النشاط الجنسي المثلي
يعد النشاط الجنسي المثلي في الخاص قانونيا، حيث أنها لم تُجرم يوماً في ساحل العاج، ويرجع ذلك جزئياً إلى كون ساحل العاج مستعمرة فرنسية سابقة ولعدم ورثها لقوانين السدومية من فرنسا، على عكس العديد من المستعمرات البريطانية السابقة حول العالم.
أما فيما يتعلق بالنشاط الجنسي المثلي في العلن، فإن المادة رقم 360 من قانون العقوبات تنص على أنه:
يُعاقب كل من يرتكب خرقاً عاماً للحياء بالسجن لمدة تتراوح من ثلاثة أشهر حتى سنتين وبغرامة تتراوح من 50,000 حتى 500,000 فرنك. إذا شمل الخرق العام للحياء على فعل غير لائق أو مخالف للطبيعة مع شخص من نفس الجنس، فإن مدة السجن ستكون من ستة أشهر حتى سنتين وتكون الغرامة من 50,000 حتى 300,000 فرنك. ويمكن مضاعفة العقوبات إذا تم ارتكاب الجريمة ضد قاصر أو بوجود قاصر عن 18 سنة.

## الاعتراف القانوني بالعلاقات المثلية
لا تعترف حكومة ساحل العاج بالعلاقات المثلية.

## التبني وتنظيم الأسرة
بحسب وزارة الخارجية الأمريكية فإنه: «لا يُعترف قانوناً باستحقاق الأفراد والشركاء من المثليين والمثليات بالتبني».

## الحماية من التمييز
لا توجد حماية قانونية ضد التمييز على أساس التوجه الجنسي أو الهوية الجندرية. ومع ذلك، في مارس 2010 ذكر ممثل ساحل العاج خلال حضوره الاستعراض الدوري الشامل لمجلس حقوق الإنسان التابع للأمم المتحدة أن بلاده ستبدأ «باتخاذ التدابير اللازمة لضمان عدم التمييز على أساس التوجه الجنسي والهوية الجندرية»، ولكنهم لن يبدأوا «ببرامج توعية» لأنها ليست «أولوية حاليا».

## ظروف الحياة
وجد تقرير حقوق الإنسان الصادر عن وزارة الخارجية الأمريكية عام 2011 أنه:
لم يكن هناك أي تمييز رسمي على أساس التوجه الجنسي في التوظيف والسكن وانعدام الجنسية والتعليم والرعاية الصحية. إلا أنه وكما أفادت التقارير فإن الوصمة الاجتماعية تجاه مجتمع (المثليين والمثليات ومزدوجي التوجه الجنسي والمتحولين جنسياً) واسعة الانتشار، لم تعمل الحكومة على مواجهة ذلك خلال العام. وبحسب ما ورد من تقارير فقد تعرض المثليون من الرجال للضرب والسجن والشتم والإهانة والابتزاز من قبل الشرطة والدرك وأفراد القوات المسلحة. وخلال العام، قامت القوات المسلحة لساحل العاج بضرب وإساءة المثليين من الرجال والأشخاص المتحولين جنسياً، والذين كانوا في معظمهم من العاملين في مجال الجنس. لم تُقدم أية شكاوى خوفاً من الانتقام. وورد أن أوضاع مجتمع المثليين تحسنت بعد أزمة ما بعد الانتخابات ولكنها بقيت غير مستقرة. تعمل منظمات المثليين القليلة في البلاد بحذر لتجنب استهدافها من قبل القوات المسلحة والأعضاء السابقون لقوات الدفاع والأمن. ومع ذلك، فقد ذكرت الصحف نبأ حفل ليلة رأس السنة الجديدة الذي أقامته مجموعة من المثليات في أبيدجان بشكل إيجابي.
ذكر توريه كليفر وهو رئيس مجموعة المثليين «البديل كوت ديفوار» (بالفرنسية: Alternative Côte d'Ivoire)‏ في سبتمبر من عام 2011 أنه وقبل بضع سنوات رفض أحد الأطباء خدمة مريض بسبب التوجه الجنسي للمريض. ومن ثم قام كليفر وبضعة أعضاء من المجموعة بالاحتجاج خارج مركز الرعاية الصحية حيث يعمل الطبيب، ما أدى في نهاية المطاف لتلقي المريض للعناية. قال كليفر أنه عموماً «ما يزال هناك تمييز ضد المثليين، ولكن عموماً نحن نتحرك نحو تسامح نسبي».

## ملخص
| قانونية النشاط الجنسي المثلي                                                                  | (كان دوما قانوني)                   |
| المساواة في السن القانوني للنشاط الجنسي                                                       | [ 7 ]                               |
| قوانين مكافحة التمييز في التوظيف                                                              | No                                  |
| قوانين مكافحة التمييز في توفير السلع والخدمات                                                 | No                                  |
| قوانين مكافحة التمييز في جميع المجالات الأخرى (تتضمن التمييز غير المباشر، خطاب الكراهية)      | No                                  |
| قوانين مكافحة أشكال التمييز المعنية بالهوية الجندرية                                          | No                                  |
| زواج المثليين                                                                                 | (حظر دستوري منذ عام 1991)           |
| الاعتراف القانوني بالعلاقات المثلية                                                           | No                                  |
| تبني أحد الشريكين للطفل البيولوجي للشريك الآخر                                                | No                                  |
| التبني المشترك للأزواج المثليين                                                               | No                                  |
| يسمح للمثليين والمثليات ومزدوجي التوجه الجنسي والمتحولين جنسيا بالخدمة علناً في القوات المسلحة | No                                  |
| الحق بتغيير الجنس القانوني                                                                    | No                                  |
| علاج التحويل محظور على القاصرين                                                               | No                                  |
| الحصول على أطفال أنابيب للمثليات                                                              | No                                  |
| الأمومة التلقائية للطفل بعد الولادة                                                           | No                                  |
| تأجير الأرحام التجاري للأزواج المثليين من الذكور                                              | (غير قانوني للأزواج المغايرين كذلك) |
| السماح للرجال الذين مارسوا الجنس الشرجي التبرع بالدم                                          | No                                  |